# 五投下
五投下（ごとうか）とは、モンゴル帝国及び大元ウルスに属する五つの有力部族集団(ジャライル部・コンギラト部・イキレス部・マングト部・ウルウト部)の総称。史料上では「五諸侯」とも称される。「五投下」の諸部族は全てモンゴル帝国内の左翼(東方)部に属するため、研究者からは特に「左手の五投下」とも呼称される。
五投下はチンギス・カンの西征中に東方の備えとしてモンゴル軍本体から離れて華北に駐屯した軍団を起源とし、帝国内でもとりわけ独立性・一体性の強い軍団であった。帝位継承戦争ではクビライ派の強力な支持基盤として勝利に大きく貢献したため、クビライの建設した大元ウルスでは建国の功臣として皇族に次ぐ厚遇を受けた。

## 概要
「五投下」と呼ばれる集団が成立した直接の起源は1213年に始まる第1次金朝侵攻にあり、この時ジャライル部の国王ムカリが率いた軍団が「五投下」の原型となった。 第1次金朝侵攻では遊牧国家伝統の右翼・左翼・中央3軍体制が取られており、この時左翼軍を率いたのがチンギス・カンの弟ジョチ・カサルと国王ムカリであった。その後、金朝との間で和議が結ばれると、チンギス・カンは次に中央アジアのホラズム・シャー朝への遠征を計画した。しかし、かなりの軍事的損害を与えたとはいえ未だ多数の将兵を有する金朝を残したままホラズムへ進むことは危険であった。そのため、金朝侵攻時にムカリに率いられていた軍団が引き続き華北に駐屯して金朝の逆侵攻を阻むよう命じられ、軍団長たるムカリは東方におけるチンギス・カンの代行者としての地位(権皇帝)を与えられた。チンギス・カンの期待通りムカリは配下の軍勢を率いて華北の経略を進め、チンギス・カンの不在をついた逆侵攻を許さなかった。この間を通じてムカリ磨下の軍団は(1)華北の地理地形に知悉した、(2) モンゴル軍本体から離れた独立性の高い軍団、という特殊な性格を確立した。
チンギス・カンの跡を継いだオゴデイの時代にはモンゴル兵と現地徴発兵の混合軍団たるタンマチが起用されたために五投下は活躍の場が与えられなかったが、第4代皇帝モンケの治世に五投下は南末攻略軍の主力として再び起用されるようになった。この南末攻略軍の可令官に抜擢されたのがモンケの弟クビライであるが、この頃のジャライル軍団長バアトルとコンギラト軍団長ナチンはそれぞれクピライの義兄に当たる人物で、クビライにとって五投下は姻戚関係によって結ばれた最も信頼のおける軍団であったといえる。1259年にモンケが急死するとクビライは弟のアリク・ブケと帝位を争うことになった(帝位継承戦争)が、モンケ急死の報を聞いたクビライが最初に相談を持ち掛けたのがバアトルであり、五投下は最も早くからクビライと行動をともにすることを決めていた。モンゴル高原で繰り広げられた激戦においてクピライ軍の主力を務めたのも五投下であり、この戦役で最大の激戦となったシムルトゥ・ノールの戦いにも全ての五投下当主が参戦していたことが記録されている。
帝位継承戦争に勝利したクビライは帝国の秩序を再編し新な国造りに取り掛かった(大元ウルス)が、その中で五投下は最高位の功臣として厚遇を受けた。クビライが数ある候補の中で「幽燕の地(現在の北京)」を首都に選んだのは、この地が後述するように五投下の遊牧地と密接しており、クビライ即位に最も貢献した五投下に便宜を図る意図があったためであると考えられている。
元代後半に入るとキプチャク・アスト軍閥が勃興し、五投下のみが厚遇されるということはなくなってきたが、それでも五投下は遼河一帯に隠然たる勢力を有していた。大元ウルスが北遷した(北元)時、遼東地方にはムカリの末商ナガチュが20万を称する大軍を擁していた。しかし、ナガチュは食糧不足によって1387年に明朝に投降してしまい、その残党を収容するためハルハ川にやってきたウスハル・ハーンもブイル・ノールの戦いで敗れてしまった。このすぐ後、ウスハル・ハーンがイェスデルらによって拭逆されたことでモンゴル高原は未曽有の大混乱に陥って既存の部族は解体され、五投下の行方もわからなくなる。
16世紀初頭、モンゴル高原を再統一したダヤン・ハーンは配下の諸部族を「六万人隊(トゥメン)」に再編した。この「ダヤン・ハーンの六万人隊」の一つ、ハルハ・トゥメンは右翼(外)の中心がジャライル部で、左翼(内)の中心がコンギラト部というかつての五投下とよく似た構成を有しており、かつてナガチュの下からハルハ川一帝に逃れた五投下の末商こそがハルハ・トゥメンではないかと考えられている。

## 歴代五投下当主

### 初代当主
| 称号           | 名前                 | ペルシア語表記               | 漢字表記          | 出身部族     | 備考                                                                   |
| -------------- | -------------------- | ---------------------------- | ----------------- | ------------ | ---------------------------------------------------------------------- |
| 国王・権国王   | ムカリ・クーヤンク   | موقلىكويانك（Mūqalī Kūyānk） | 木華黎（mùhuálí） | ジャライル部 | 「左翼万人隊長」として左翼軍を統轄する立場にあった。                   |
| 尚書令・国舅   | アルチ・ノヤン       | الجی كوركان(Āljī Kūrkān)     | 阿勒赤(ālèchì)    | コンギラト部 | チンギス・カンの正后ボルテの兄で、ムカリの副官的地位にあった。         |
| セチェン(薛禅) | クイルダル・セチェン | قویردار(Qūīrdār)             | 畏答児(wèidāér)   | マングト部   | 初代党首の中では唯一モンゴル帝国建国以前に戦死した。                   |
|                | ジュルチェデイ       |                              | 朮赤台(zhúchìtái) | ウルウト部   | 『集史』では息子のケフテイと同一視されて記載がない。                   |
| キュレゲン     | ブトゥ・キュレゲン   | بوتو گورکان(Būtū Gūrkān)     | 孛禿(bótū)        | イキレス部   | チンギス・カンの妹テムルン・娘コアジンを娶ってキュレゲン(婿)を称した。 |

### オゴデイ時代の当主
| 称号     | 名前                 | ペルシア語表記                | 漢字表記               | 出身部族     | 備考                                                                   |
| -------- | -------------------- | ----------------------------- | ---------------------- | ------------ | ---------------------------------------------------------------------- |
| 国王     | ボオル・クーヤンク   | بوغول(būghūl)                 | 孛魯(bólŭ)             | ジャライル部 | 父ムカリの後を継いで左翼軍を統轄した。                                 |
| 万戸     | オチン・キュレゲン   |                               | 斡陳(wòchén)           | コンギラト部 | トゥルイの娘イェス・ブカを娶ってをキュレゲン(婿)を称した。             |
| 郡王     | モンケ・カルジャ     | مونککا قلجا(Mūnkkā Qaljā)     | 蒙古寒札(mĕnggŭhánzhá) | マングト部   | 父クイルダルが早世したため、早くからマングト部当主として活躍していた。 |
| 徳清郡王 | ケフテイ・ノヤン     | کهتی نپیان(Kehtei Nūyān)      | 怯台(qiètái)           | ウルウト部   | 『集史』では父のジュルチェデイと事蹟が混同されている。                 |
| 昌忠武王 | フルダイ・キュレゲン | هواودای گورکان(Hūldāī gūrkān) | 鎖児哈(suŏérhā)        | イキレス部   | オゴデイの息子クチュの娘アルトゥンを娶ってキュレゲン(婿)を称した。     |

### モンケ時代〜クビライ時代初期の当主
| 称号 | 名前                 | ペルシア語表記              | 漢字表記         | 出身部族     | 備考                                                                       |
| ---- | -------------------- | --------------------------- | ---------------- | ------------ | -------------------------------------------------------------------------- |
| 国王 | クルムシ             | قورمشی(Qūrmshī)             | 忽林池(hūlínchí) | ジャライル部 | 国王位を継承したが、「柔弱」であったために叔父のバアトルらの方が活躍した。 |
|      | ナチン・キュレゲン   | ناچین گورکان(Nāchīn gūrkān) | 納陳(nàchén)     | コンギラト部 | オチンの弟で、クビライとバアトルの義兄に当たる。                           |
|      | チャガン・ノヤン     | چغان نویان(Chāghān Nūyān)   |                  | マングト部   | 漢文史料側に記載がなく、詳細は不明。                                       |
|      | カダク               |                             | 哈答(hādā)       | ウルウト部   | ケフテイの息子で、シムルトゥ・ノールの戦いにも加わった。                   |
|      | デレケイ・キュレゲン | دارکی گورکان(Dārkai gūrkān) | 帖里干(tièlǐgān) | イキレス部   | フルダイの弟で、シムルトゥ・ノールの戦いにも加わった。                     |